# Barovka
Barovka je naseljeno mjesto u Republici Hrvatskoj u Zagrebačkoj županiji. 

## Zemljopis
Administrativno je u sastavu općine Krašić. Naselje se proteže na površini od 0,75 km².

## Stanovništvo
Prema popisu stanovništva iz 2001. godine u naselju Barovka živi 18 stanovnika i to u 10 kućanstava. Gustoća naseljenosti iznosi 24 st./km².
| broj stanovnika | 49    | 52    | 71    | 87    | 90    | 91    | 76    | 87    | 87    | 78    | 72    | 54    | 41    | 29    | 18    | 18    | 6     |
|                 | 1857. | 1869. | 1880. | 1890. | 1900. | 1910. | 1921. | 1931. | 1948. | 1953. | 1961. | 1971. | 1981. | 1991. | 2001. | 2011. | 2021. |